# Georgi Cvetkov
Georgi Cvetkov (bolgárul: Георги Цветков; Szófia, 1947. szeptember 10. –) olimpiai ezüstérmes bolgár labdarúgó, csatár, edző.

## Pályafutása
1971–72-ban négy alkalommal szerepelt a bolgár válogatottban. Tagja volt az 1968-as mexikóvárosi olimpián ezüstérmet szerzett csapatnak.

## Sikerei, díjai
Bulgária
- Olimpiai játékok
  - ezüstérmes: 1968, Mexikóváros